# 熊波
熊波（1964年1月—），男，广西灌阳人，中华人民共和国政治人物、外交官，曾任中华人民共和国驻柬埔寨王国特命全权大使和中华人民共和国驻越南社会主义共和国特命全权大使。

## 生平
1985年，进入中华人民共和国外交部工作，先后在外交部亚洲司、驻大阪总领事馆、驻日本大使馆任职。2005年，任驻日本大使馆参赞。2007年，任外交部亚洲司参赞。2011年，升任外交部亚洲司副司长。2015年，挂职山东省日照市副市长。2016年9月，出任中华人民共和国驻柬埔寨大使。2018年11月，出任中华人民共和国驻越南大使。2024年8月，自驻越南大使离任。

## 家庭
已婚，有一女。

## 荣誉

### 外国勋章奖章
- 友好合作大十字勋章（柬埔寨，2018年8月29日于金边颁发[4]）
- 友谊勋章（越南，2024年8月27日于河内颁发[5]）